# Фотостомии
Фотостомии (лат. Photostomias) — род глубоководных рыб из семейства стомиевых (Stomiidae).
Мелкие рыбы длиной 10—17 см. Тело вытянутое, чёрного цвета. За глазами имеется орган свечения, имитирующий красный свет. Виды отличаются количеством фотофор. Питаются прежде всего миктофовыми.
Род насчитывает 6 видов:
- Photostomias atrox (Alcock, 1890)
- Photostomias goodyeari Kenaley & Hartel, 2005
- Photostomias guernei Collett, 1889
- Photostomias liemi Kenaley, 2009
- Photostomias lucingens Kenaley, 2009
- Photostomias tantillux Kenaley, 2009